# Pierre Valdo
Pierre Valdo (eller Valdes eller Vaudois), født 1140, død 1217, var grundlægger af en radikal asketisk kristen bevægelse i Frankrig i det 12. århundrede.
Man ved stort set ikke noget om hans liv. Det menes, at han var en rig købmand i Lyon, der havde tjent sine penge ved åger, og at han omkring 1160 blev radikal kristen, der gav sin faste ejendom til sin kone og fordelte resten af sit jordiske gods som almisser til de fattige.
Peter Valdo begyndte at prædike og undervise i gaderne og baserede sine ideer om det simple liv i fattigdom på især Matthæus 6.24: Ingen kan tjene to herrer. […] I kan ikke tjene både Gud og mammon. Omkring 1170 havde han samlet en del tilhængere, og de blev kaldt De fattige fra Lyon eller blot De Fattige. De blev også omtalt som valdenserne eller valdeserne.
De er både dengang og siden blevet forvekslet med albigenserne og katharerne, på trods af disse var markant andre bevægelser.
Den katolske kirke stemplede valdeserne som kættere på koncilet i Trent, og forfulgte dem brutalt – mange blev massakreret rundt om i Europa op gennem det 12. og 13. århundrede.
Den valdesiske bevægelse kendetegnes ved lægprædikanter, frivillig fattigdom og et liv med gode gerninger.
De fleste tilhængere blev absorberet af de nye protestantiske kirker under Reformationen, idet man tilsluttede sig det reformerte bekendelsesgrundlag, men de var i lige så høj grad inspireret af Martin Luther. 
Mange valdesere bor stadig i dalene omkring Pellice-floden i Piemonte, et område i de nordvestitalienske Alper.
"Chiesa Evangelica Valdese", valdeserkirken, har i dag omkring 25.000 medlemmer i Italien. I 1979 sluttede den italienske valdesiske Kirke sig sammen med metodisterne i Italien, som de nu deler kirkeorganisation og præster med.
Chiesa Evangelica Valdese (den valdesiske Kirke) er medlem af Kirkernes Verdensråd og andre mellemkirkelige (økumeniske) organisationer.

Denne artikel er til dels en oversættelse af artiklen Peter Waldo på den engelske Wikipedia. 